# Ioan Istrate
Ioan Istrate - ortografiat uneori și Istrati - (n. 12 decembrie 1860, Tecuci - 1942, București) a fost unul dintre generalii Armatei României din Primul Război Mondial. 
A îndeplinit funcțiiile de comandant al Diviziei 7 Infanterie și Corpului V Armată în campaniile anilor 1916 și 1917.

## Biografie și familie

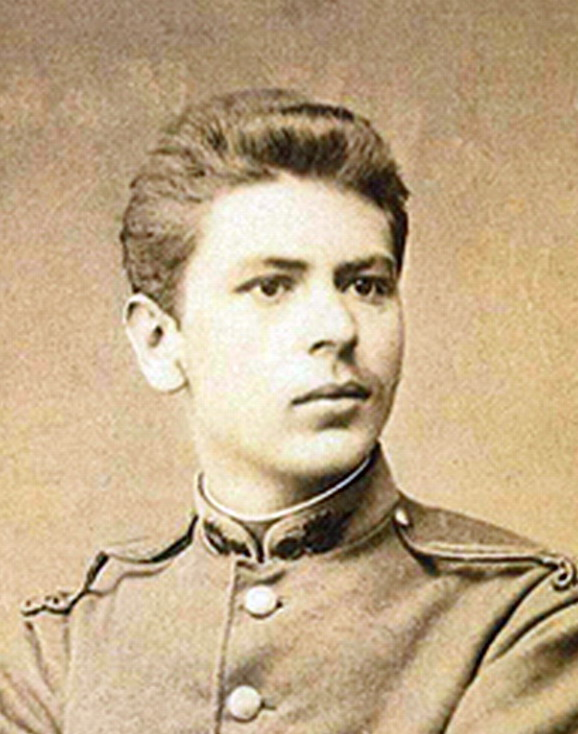
Ioan Istrate la gradul de căpitan

Ioan Istrate a fost al doilea copil al soților Gheorghe și Elena Istrate (născută Șerbănescu). Fratele său mai mare, Dumitru - zis Tache (născut în 1857), a fost ofițer de artilerie, trecut în rezervă cu gradul de colonel.:p. 951
Între 1875-1879 a urmat cursurile Școlii Fiilor de Militari, din Iași, în 1879 fiind declarat admis la Școala Militară de Infanterie și Cavalerie, din București, pe care o absolvă în anul 1881 cu gradul de sublocotenent. În același an este trimis la studii în Franța unde a absolvit Școala Politehnică din Paris, precum și Școala de Aplicație pentru Artilerie și Geniu, din Fontainebleau.:pp. 103-105
Ioan Istrate a fost căsătorit cu Alexandrina Tabacopol, a cărei mamă – Cleopatra (născută Fleva) - era sora influentului om politic al vremii, Nicolae Fleva. Familia a avut trei copii, un băiat - Ionel, ofițer de artilerie și ulterior director de bancă și două fete, Ecaterina și Elena.

## Cariera militară
După absolvirea școlii militare de ofițeri cu gradul de sublocotenent, Ioan Istrate a ocupat diferite poziții în cadrul unităților de geniu sau în eșaloanele superioare ale armatei, cele mai importante fiind cele de comandant al Regimentului 1 Geniu, Brigăzilor 4 și 5 Infanterie și Diviziei 9 Infanterie. A comandat Divizia 9 Infanterie în cel de-Al Doilea Război Balcanic.
În perioada 1892-1896 a fost încadrat în Casa Militară Regală, ca ofițer adjutant al regelui Carol I, iar în perioada 1 noiembrie 1909–31 martie 1911 a îndeplinit funcția de șef al Marelui Stat Major General al armatei.:pp. 103-105
În perioada Primului Război Mondial, a îndeplinit funcția de: comandant al Diviziei 7 Infanterie și Corpului V Armată.

## Lucrări
- Curs de Arta Militară [de Colonel I. G. Istrate]. An. II-a. [Despre strategie și tactică]. [București, 190...?].
- Istoria militară de Căpitanul I. G. Istrate din Geniu, Profesor de arta militară la Școala Speciala de Artilerie și Geniu, după Rüstow și Vial. Perioada de la 1852 pana adzi. Fasc. I. Campaniile de la 1854 la 1864. Bucuresci (Lito-Tip. Carol Göbl), 1891.
- Istoria militară, de Maiorul I. G. Istrate din Statul-Major Regesc. Profesor [...]. Dupe Rüstow și Scheibert. Perioada de la 1852 pèna adzi. Fasc. II. Resbelul civil din Statele-Unite ale Americei de Nord 1861-1865. Bucuresci (Tipo-Lit. și Fond. de Litere Dor. P. Cucu), 1892.
- Istoria militară, de Maiorul I. G. Istrate din Statul-Major Regesc. Profesor [...]. Dupe Rüstow și Vial. Perioada de la 1852 pĕna adzi. Fasc. III. Resboiul din Danimarca, 1864. Resboiul german din 1866. Resboiul din Italia 1866. Bucuresci (Lito-Tip. Carol Göbl), 1893.
- Istoria Militară de I. G. Istrate, Locot. Colonel din Geniu. Reimprimată în 1898. [București] (Autografia Școalei militare de Artilerie și Geniu), 1898.
- Tactica de infanterie. [Curs de] Lt. Colonel I. Istrate, Profesor. Anul 1897. Bucuresci, 1897, (Școala Superioară de Resboiǔ).

Traduceri: 
- Clausewitz, Karl von, Teoria marelui resboiu. Trad. de Maiorul I. G. Istrate. Fasc. I-II. București, 1893-1894. (Cercul Publ. militare, 62); Vol. I, 1897. (Cercul Publ. militare, 71).[1]

## Decorații
- Ordinul „Steaua României”, în grad de ofițer (1906)
- Ordinul „Coroana României”, în grad de comandor (1912)[2]:430